# Echosmith
Echosmith är ett amerikanskt indiepopband från Toluca Lake utanför Los Angeles i Kalifornien bildat 2009 som består av syskonen Jamie, Noah, Sydney och Graham Sierota. De skrev på ett skivkontrakt för Warner Bros. i maj 2012. De är mest kända för sin singel "Cool Kids" som hamnade på en nittondeplats på Billboard Hot 100. De släppte sin första singel "Tonight We're Making History" den 5 juni 2012 (som en NBC-reklam för Olympiska sommarspelen 2012 i London). Deras andra singel och musikvideo, "Come Together" släpptes i början av juni 2013. Den 8 oktober samma år släpptes albumet Talking Dreams.